# ラネリ
ラネリ（Llanelli、ウェールズ語： [ɬaˈnɛɬi]スラネスリ）は、ウェールズ南西部、カーマーゼンシャー州の南東の角にある、海岸沿いの都市。

## 表記
英語化された綴りの「Llanelly」から、ウェールズ語表記の「Llanelli」へ、市民運動により1966年に変更され、現在に至る。
オーストラリアのビクトリア州にある「Llanelly」は、1850年代から1860年代にかけてウェールズからの移民が作った町で、当時の英語表記で命名された。

## 観光名所
2025年2月現在、ラネリ市議会のwebサイトで「名所（Attractions and Places of Interest）」として紹介しているものは、以下の12項目。
- Llanelli Scarlets Rugby - ラグビーユニオンチーム「スカーレッツ」およびホームグラウンド「パーク・ア・スカーレッツ」[4]
- Llanelli A.F.C. (The Reds) - サッカーチーム「ラネリ・タウンAFC」およびホームグラウンド「ステボンヒース・パーク」[5]
- Machynys Golf and Country Club - マハニス・ペニンシュラ・ゴルフ・&・カントリー・クラブと、スパ[6]
- Millennium Coastal Park -  22キロメートルの海岸線に沿った野生生物の生息地やレジャー施設[7]
- Llanelly House - 1714年に建てられた貴族の邸宅[8]
- Selwyn Samuel Centre - ボウリング場を含む公共娯楽施設[9]
- Llanelli Leisure Centre - ジムやプール、ダンススタジオなど運動施設[10]
- Parc Howard Museum & Gardens - 博物館と美術館、公園[11]
- Llanelli Wetland Centre - 湿地帯の自然保護区と公園[12]
- Llanelli Indoor Market - ショッピング施設[13]
- St Elli Shopping Centre - ショッピングモール[14]